# 대한민국 형법 제300조
대한민국 형법 300조는 강간과 추행의 죄 미수범에 대한 형법각칙의 조문이다. 2012.12.18.에 본조신설 되었으며 제306조가2012.12.18.에 삭제되어 현재 비친고죄이다.

## 조문
제300조(미수범) 제297조, 제297조의2, 제298조 및 제299조의 미수범은 처벌한다.

## 참조 조문
제297조(강간) 폭행 또는 협박으로 사람을 강간한 자는 3년 이상의 유기징역에 처한다.

제297조의2(유사강간) 폭행 또는 협박으로 사람에 대하여 구강, 항문 등 신체(성기는 제외한다)의 내부에 성기를 넣거나 성기, 항문에 손가락 등 신체(성기는 제외한다)의 일부 또는 도구를 넣는 행위를 한 사람은 2년 이상의 유기징역에 처한다.

제298조(강제추행) 폭행 또는 협박으로 사람에 대하여 추행을 한 자는 10년 이하의 징역 또는 1천500만원 이하의 벌금에 처한다.

제299조(준강간, 준강제추행) 사람의 심신상실 또는 항거불능의 상태를 이용하여 간음 또는 추행을 한 자는 제297조, 제297조의2 및 제298조의 예에 의한다.

### 판례에 따른 적용
제305조(미성년자에 대한 간음, 추행) 13세 미만의 사람에 대하여 간음 또는 추행을 한 자는 제297조, 제297조의2, 제298조, 제301조 또는 제301조의2의 예에 의한다. <개정 1995.12.29, 2012.12.18>

## 사례
40대 남성이 한 모텔 복도에서 청소중이던 여종업원을 객실로 끌고 가 폭력을 행사하며 성폭행하려다 미수에 그치자 정신을 잃은 피해자의 금품을 훔쳐 달아난 경우 미수로 실형이 선고되었다

## 판례
- 미성년자의제강간·강제추행죄를 규정한 형법 제305조가 강간죄와 강제추행죄의 미수범의 처벌에 관한 형법 제300조를 명시적으로 인용하고 있지는 않지만, 성적으로 미성숙한 13세 미만의 미성년자를 특별히 보호하기 위한 입법취지에 비춰보면 동조에서 규정한 형법 제297조와 제298조의‘예에 의한다’는 의미는 미성년자의제강간·강제추행죄의 처벌에 있어 그 법정형 뿐만 아니라 미수범에 관하여도 강간죄와 강제추행죄의 예에 따른다는 취지로 해석된다[2]

## 참고 문헌
- 김재윤, 손동권, 『새로운 형법각론』, 율곡출판사, 2013. ISBN 978-89-974283-4-2

## 같이 보기
- 성폭행
- 강제추행
- 성희롱
- 성범죄
- 대한민국 형법 제297조 강간
- 대한민국 형법 제297조의2 유사강간
- 대한민국 형법 제298조 강제추행
- 대한민국 형법 제299조 준강간, 준강제추행
- 대한민국 형법 제305조